# Шум-гора
58° 30′ 29″ С; 30° 13′ 44″ И / 58.508° С; 30.229° И
Шум-гора (рус. Шум-гора) представља велико вештачко узвишење тумулус (рус. курган) које је у предхришћанском периоду древног Руса служило у сакралне сврхе у периоду од VIII до X века. Налази се на левој обали реке Луге, између села Подгорје и Запоље, на подручју Батечког рејона Новгородске области, на око 60 km северозападно од града Великог Новгорода. Убраја се у највеће средњовековне кургане у Европи.
Пречник тумулуса је у основи око 70 метара, а максимална висина је 14,6 метара. Површина тумулуса је прекривена плочама од кречњака које су прекривене слојем земље и траве дебљине од 10 до 20 центиметара. Горњи део хумке је раван.
Током XIX века на том локалитету су се одржавале литургије, а на врху су постојала три дрвена крста која су уклоњена током XX века. Ходочасници су долазили на то место из околних подручја у уверењу да је тло на којем се налази курган свето и да има чудотворне моћи у лечењу главобоља.
Од 2010. силуета кургана се налази на грбу и застави Батечког рејона, општинске јединице Новгородске области.